# Geomagnetska oluja 10. do 12. svibnja 2024.
U noći s 10. na 11. svibnja 2024. Zemlja je doživjela geomagnetsku oluju. Uzrok oluje su bila tri koronalna izbačaja mase iz aktivne regije AR 3664 tokom 8. svibnja 2024. Pritom izbačeni oblak protona putovao je prema Zemlji brzinom od 750 do 800 km/s te je interakcija sa zemljinim magnetnim poljem krenula 10. svibnja oko 18:00 po lokalnom vremenu. Ovo je najjača geomagnetsku oluja nakon one s kraja listopada 2003. Kako se Sunce tek približava maksimumu 25. solarnog ciklusa, za očekivati je dodatne geomagnetske oluje visokog intenziteta u narednim godinama.

## Geomagnetska oluja
Posljedica geomagnetne oluje je bila pojava polarne svjetlosti. Zbog velikog intenziteta oluje, polarna svjetlost (aurora borealis) je dosegnula umjerene zemljopisne širine, daleko od uobičajenog mjesta pojave unutar polarnog kruga. Fotografijama je polarna svjetlost zabilježena na Jamajci (18° sjeverno), poluotoku Yucatan u Meksiku (21° sjeverno) kao i na Kanarski otocima (28° sjeverno).
Južno polarno svjetlo (aurora australis) bila je vidljiva iz Namibije (oko 23° južno), Tasmanije (41° južno) kao i sa Novog Zelenda (45° južno). Zbog straha od induciranja neželjenih struja, kao mjeru opreza novozelandski operateri distribucijske mreže isključili su dio dalekovoda.
Ostale smetnje uzrokovane olujom su bile ograničene na degradaciju kvalitete GPS signala i otežana komunikacija radiovalovima visoke frekvencije.

## Polarna svjetlost u Hrvatskoj
U Hrvatskoj polarna svjetlost se mogla vidjeti od 21:30, kada je prvi put snimljena sa Sljemena od strane članova Astronomskog društva Beskraj. U prvom valu, svjetlost je najintenzivnija bila oko 22:20, kada su je uočena i fotografirana diljem Hrvatske.
Drugi val, najintenzivniji, započeo je od 00:10 (11. svibnja) i trajao je do otprilike 01:00. Pritom se uz crvenilo neba moglo primijetiti bijele i zelene stupove svijetla. Zbog svog intenziteta, mogao se vidjeti iz centra gradova (Zagreba), unatoč svjetlosnom onečišćenju. Na vrhuncu drugog vala, crvenkasta polarna svjetlost protezala se do zenita.
Treći val polarnog svjetla trajao je od 01:55 do otprilike 03:30 ujutro, s tim da je maksimum bio oko 02:00 ujutro. Bio je manjeg intenziteta, ali najdugotrajniji.
Manje naznake polarne svjetlosni iz Hrvatske je bilo moguće fotografirati u noći s 11. na 12. svibnja, kako se geomagnetska oluja smirivala.

## Vanjske poveznice
- IstraMet - Polarna svjetlost iznad Hrvatske, uspješno je i predviđena
- Snimka polarnog svjetla sa Sljemena